# بدر المعتضدي
أبو النجم بدر المعتضدي، كان القائد العسكري الرئيسي للخلافة العباسية في عهد الخليفة المعتضد (892–902). كان في الأصل عبداً عسكرياً (أيّ غلام أو مولى) خدم تحت قيادة المعتضد بالله في قمع ثورة الزنج، وقد قادته قدرته وولائه إلى أن يصبح القائد الأعلى للخليفة، ويمارس نفوذاً كبيراً في حكم الخليفة. الدولة طوال عهد المعتضد، إلا أنه تم إعدامه في 14 أغسطس 902 بسبب مكائد الوزير الطموح القاسم بن عبيد الله.

## سيرة شخصية
كان بدر ابناً لأحد عبيد الخليفة المتوكل واسمه غير مؤكد (خور أو خير). بدأ حياته المهنية كفارس تحت قيادة الأمير العباسي الموفق بالله، الوصي الفعلي للخلافة في عهد أخيه المعتمد (870–892) ووالد الخليفة المعتضد (892-902). ثم أصبح واحدًا من مجموعة العبيد العسكريين التي جندها المعتضد للحملات ضد تمرد الزنج، وظهر في وقت مبكر كأحد أبرز الشخصيات بين هذه المجموعة. أثناء حرب الزنج، وغالبًا ما يكون على رأسهم الشاب المعتضد، لعب غلمانه العسكريون الدور الرئيسي في القتال، حيث زودوا الجيوش العباسية بنواة محترفة، وشغلوا المناصب القيادية، وقاموا بأصعب الهجمات.
كان بدر من أكثر خدم المعتضد ثقة، وأصبح قويًا تحت رعاية الأخير. وبالفعل بعد خلافة المعتضد لوالده وصيًا على الخلافة في يونيو 891، تم تعيين بدر رئيسًا للأمن وهو منصب صاحب الشرطة في بغداد. عندما تولى المعتضد الخلافة في أكتوبر 892، أصبح بدر القائد الأعلى للجيش. وبصرف النظر عن قيادة العديد من الحملات بنفسه كجزء من حملات الخليفة لاستعادة السلطة العباسية، فقد أصبح أيضًا يمارس سلطة سياسية هائلة: كان بإمكانه ممارسة حق النقض على جميع القرارات الحكومية المهمة، بينما تزوجت ابنته من أحد أبناء المعتضد، الخليفة المستقبلي المقتدر (908-932).  كما كان صديقًا مقربًا للوزير عبيد الله بن سليمان بن وهب صاحب الوزارة في معظم عهد المعتضد، والذي كان قادرًا في كثير من الأحيان على حمايته من نوبات غضب الخليفة. وكانت علاقة العمل السلسة بينهما مفيدة في إلغاء الاحتكاك بين الجيش والقيادة المدنية الذي ابتلي به الحكام السابقون. ولهذا كان كثيرًا ما يمدحه شعراء البلاط إلى جانب الخليفة نفسه، ولا سيما أبو بكر الصولي. في بغداد، تم تكليفه بالإشراف على إعادة بناء الجامع الكبير في المدينة، الذي أنشأه في الأصل أبو جعفر المنصور. كما بنى لنفسه قصراً في منطقة القصر الجديد من جهة المدينة شرق دجلة ، وبعد ذلك أصبح باب باب الخاصة (البوابة الخاصة) القريب يعرف بباب بدر.

## إطاحته ومقتله
عندما توفي عبيد الله عام 901، كانت رعايته فعالة في تأمين خلافة وزير ابن عبيد الله، قاسم ، لكن الأخير لم يظهر أي امتنان لذلك.  وبالفعل، سرعان ما بدأ قاسم في التآمر ضد الخليفة وأبنائه، ولكن عندما حاول الاقتراب من بدر لتأمين دعم الجيش، تم رفضه بسخط. تم إنقاذ قاسم من الإدانة والإعدام بسبب غياب بدر عن العاصمة أثناء الحملة،  المعتضد المفاجئة في أبريل وبما أن بدر لا يزال يمثل تهديدًا، تحرك قاسم بسرعة لتشويه سمعة الجنرال الجديد. الخليفة المكتفي بالله (902-908). وسرعان ما أثمرت مكائده، واضطر بدر إلى الفرار إلى واسط . ثم أغراه قاسم بالعودة إلى بغداد بضمان المرور الآمن، ولكن في 14 أغسطس 902 في المدائن، هاجم عملاء الوزير بدر بينما كان يصلي وقطعوا رأسه لإرساله إلى الخليفة. تُركت الجثة خلفه، واستعادها أقاربه فيما بعد وأرسلوها لدفنها في مكة. 
انتقد شعراء ذلك الوقت مقتل بدر، ويقال إن الخليفة، "الذي كان من المتوقع أن يتنفس الصعداء عند رؤية رأس الجنرال الذي كان قوياً في السابق"، قد لام قاسم على ذلك.